# Cieszkowo Nowe
Cieszkowo Nowe [pronunciación en polaco: /t͡ɕɛʂˈkɔvɔ ˈnɔvɛ/] es un pueblo ubicado en el distrito administrativo de Gmina Baboszewo, dentro del Condado de Płońsk, Voivodato de Mazovia, en el este de Polonia central. Se encuentra aproximadamente a 3 kilómetros al noroeste de Baboszewo, a 12 kilómetros al noroeste de Płońsk, y a 74 kilómetros al noroeste de Varsovia.